# Камбоджийско-российские отношения
Камбоджийско-российские отношения — дипломатические отношения между Королевством Камбоджа и Российской Федерацией (ранее СССР), установленные 13 мая 1956 года.

## История
Дипломатические отношения были установлены в 1956 году, через год после того, как Камбоджа стала членом ООН. СССР оказывал значительную помощь Кампучии. В Пномпене в 1962—1964 годах СССР выстроил Высший технологический институт и подарил его «кампучийскому народу». Ранее, в 1956—1960 годах, СССР также выстроил в этом государстве и подарил здание больницы.

## Отношения с Красными Кхмерами
Красные Кхмеры относили СССР к числу недружественных стран.
В ноябре 1973 года МИД СССР отозвал из Камбоджи весь дипломатический персонал. К апрелю 1975 года в Пномпене оставалось лишь несколько технических специалистов, которые следили за состоянием здания и имущества посольства. Фактически главой дипмиссии был журналист Юрий Косинский.
Сразу после падения Пномпеня Москва обратилась к новому руководству Кампучии с предложением восстановить между странами полноценные дипломатические отношения. Однако Красные Кхмеры отказались и разместили в здании бывшего посольства СССР штаб-квартиру «Ангкара». В дальнейшем Красные Кхмеры превратили советское посольство в место пыток и убийств своих бывших соратников, приговоренных к смертной казни.
При этом до конца 1975 года в кампучийском посольстве в Москве оставались камбоджийские дипломаты из Королевского правительства национального единства. Впоследствии их сменили двое сотрудников, присланных B-1. Дипломаты Красных Кхмеров вели замкнутый образ жизни и занимались в основном распространением пропагандистской литературы. В сентябре 1977 года дипломаты Демократической Кампучии без объяснения причин покинули Москву, оставив здание кампучийского посольства без присмотра.

## После 1991 года
Советский Союз, а впоследствии Россия, приняли активное участие в разблокировании камбоджийского конфликта, подготовке и заключении Парижских мирных соглашений по Камбодже (октябрь 1991 года), проведении миротворческой операции ООН (1991—1993 гг.).
В 1995 году были подписаны Совместная декларация об основах дружественных отношений, межправительственные соглашения о торгово-экономических связях, о культурном и научном сотрудничестве, протокол о межмидовских консультациях.

## Современная ситуация
Осуществляется диалог между внешнеполитическими ведомствами двух стран. В 2005 году и в апреле 2011 года в Пномпене прошли межмидовские консультации на уровне заместителей министров иностранных дел, а в июле 2010 года на «полях» асеановских мероприятий в Ханое состоялась встреча министра иностранных дел РФ Сергея Лаврова с камбоджийским коллегой.
Поддерживаются контакты по парламентской линии. Делегация парламента Камбоджи во главе с Председателем Национальной Ассамблеи участвовала в 15-й сессии Азиатско-Тихоокеанского парламентского форума в январе 2007 года в Москве. В ноябре 2008 года Камбоджу посетил заместитель Председателя Государственной Думы. В январе 2009 года во Вьентьяне «на полях» 17-й сессии АТПФ состоялась встреча Председателя Совета Федерации с Председателем Национальной Ассамблеи Камбоджи. В октябре 2009 года Россию посетила делегация Сената Камбоджи во главе с Генеральным секретарем Сената. В ноябре 2009 года состоялся официальный визит в Россию Председателя Национальной Ассамблеи Камбоджи. В июне 2011 года на стажировке в Управлении информационного и документационного обеспечения Аппарата Совета Федерации находились два специалиста Генерального секретариата Сената Камбоджи.
В мае 2016 года в ходе визита Премьер-Министра Хун Сена в Россию, приуроченного к 20-й годовщине установления дипломатических отношений Россия-АСЕАН, была организована первая встреча с камбоджийских студентов, обучающихся в Российской Федерации. Год спустя состоялась следующая встреча, по итогам которой было создана Ассоциация Камбоджийских Студентов в Российской Федерации, которая и по сей день осуществляет свою деятельность и организует студенческие мероприятия, участие в которых также принимает Чрезвычайный Полномочный Посол Королевства Камбоджа в Российской Федерации.

## Политэкономическое сотрудничество
Товарооборот за январь–ноябрь 2016 года составил 130,4 млн. долл. США (по сравнению с аналогичным периодом 2015 года рост составил 30,6%). При этом экспорт российской продукции в Камбоджу составил 7,5 млн. долл. США, а импорт — 122,9 млн. долл. США (рост на 181,2% и 26,5% соответственно).